# Distrito de Azángaro (Yauyos)

La Provincia de Yauyos en el Departamento de Lima, Perú.

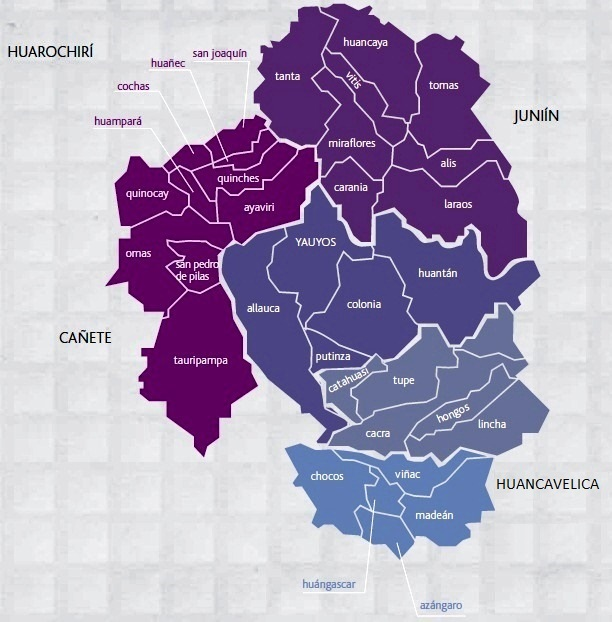
La provincia de Yauyos y sus 33 distritos.

El Distrito de Azángaro es uno de los  treinta y tres distritos que conforman la Provincia de Yauyos, perteneciente al Departamento de Lima, en el Perú  y bajo la administración del Gobierno Regional de Lima-Provincias. 
Desde el punto de vista jerárquico de la Iglesia católica, forma parte de la Prelatura de Yauyos.

## Historia
El Distrito de Azángaro se crea mediante Ley N° 12191 del 15 de febrero de 1955, en el gobierno del Presidente Manuel A. Odría.

## Geografía
Abarca una superficie de 79,84 km².  

## División administrativa

### Capital
- Azángaro

### Anexos
- Villaflor
- Miraflores
- Colca
- Marcalla
- San José
- Chauchas

CASERIOS
San Isidro
Pucarume
Chiquillapunta
San Miguel

## Capital
La capital de este distrito es la ciudad del mismo nombre Azángaro, ubicada a 3.301 m s. n. m. y cuenta con 6 anexos que se encuentran llanos a recibir gestiones y proyectos de beneficio para la población y para la comunidad en general por lo tanto es necesario tomar conciencia los comploblanos que se van a Lima la capital, para estudiar y tener un avance educativo.

## Autoridades

### Municipales
- 2019 - 2022
  - Alcalde: Porfirio Teodomiro Quispe Chávez, Partido Fuerza Popular.
- 2015 - 2018[2]
  - Alcalde: Valentín Santos Quispe Gutierrez, Movimiento Regional Patria Joven (PJ).
  - Regidores: Herciliano Vicente Huamán Armas (PJ), Wilber Alfredo Canchari Quispe (PJ), Redi Clarita Aguado De La Cruz (PJ), Fredy César Vega Huamán (PJ), Vicente Teodocio Girón Gutiérrez (Fuerza Regional)
- 2011 - 2014[3]
  - Alcalde: Francisco Javier Rodríguez Ramos, de Concertación para el Desarrollo Regional (CDR).
  - Regidores: Tiofanes Alfonzo Guerra Quispe (CDR), Ivan Nilton Cortez Huamán  (CDR), Norma Aguado Gutiérrez (CDR), Nores Elvira Ramos Rodríguez (CDR), Isidro Martín Aguado Quispe (Patria Joven).
- 2010 
  - Alcalde: Edgar Artesano Gutiérrez Reynoso, Movimiento independiente regional PADIN.
- 2007 - 2009
  - Alcalde: Adler Lino Gutiérrez Chuquispuma, Partido Democrático Somos Perú.
- 2003 - 2006[4]
  - Alcalde: Adler Lino Gutiérrez Chuquispuma, Partido Democrático Somos Perú.
- 1999 - 2002
  - Alcalde: Juan Pablo Quispe Rodríguez, Movimiento independiente Nuevo Azángaro.
- 1996 - 1998
  - Alcalde: María Luisa Morón Ramírez, Lista independiente N° 5 Yauyos 95.
- 1993 - 1995
  - Alcalde: Wilson Quispe Chávez, Lista independiente Unidad Regional de Integración (URI).
- 1990 - 1992
  - Alcalde:
- 1987 - 1989
  - Alcalde: Deosdado Anuario Quispe Lázaro, Frente electoral Izquierda Unida.
- 1984 - 1986
  - Alcalde: Jesús Huamán Quispe, Partido Acción Popular.
- 1981 - 1983
  - Alcalde: Javier Rodríguez Ramos, Partido Acción Popular.

### Policiales
- Comisaría de Azángaro
  - Comisario: Mayor PNP  .[5]

### Religiosas
- Prelatura de Yauyos[6]
  - Obispo Prelado: Mons. Ricardo García García.[7]
- Parroquia Santiago Apóstol - Quinches[8]
  - Párroco: Pbro. Armando Caycho Caycho.
  - Vicario parroquial: Pbro. Dimas Mendoza Saavedra.

## Educación

### Instituciones educativas
- IE Azangaro

## Festividades
- 30 de agosto: Santa Rosa.